# Ярантув-Кольонія
Ярантув-Кольонія (пол. Jarantów-Kolonia) — село в Польщі, у гміні Блізанув Каліського повіту Великопольського воєводства.
Населення — 57 осіб (2011).
У 1975-1998 роках село належало до Каліського воєводства.

## Демографія
Демографічна структура станом на 31 березня 2011 року:
|          | Загалом | Допрацездатний вік | Працездатний вік | Постпрацездатний вік |
| -------- | ------- | ------------------ | ---------------- | -------------------- |
| Чоловіки | 27      | 5                  | 16               | 6                    |
| Жінки    | 30      | 3                  | 15               | 12                   |
| Разом    | 57      | 8                  | 31               | 18                   |